# Коммунистическая партия Шри-Ланки
Коммунистическая партия Шри-Ланки (КПШЛ) (синг. ශ්‍රී ලංකාවේ කොමියුනිස්ට් පක්ෂය там. இலங்கை கம்யூனிஸ்ட் கட்சி) — коммунистическая партия в Республике Шри-Ланка.

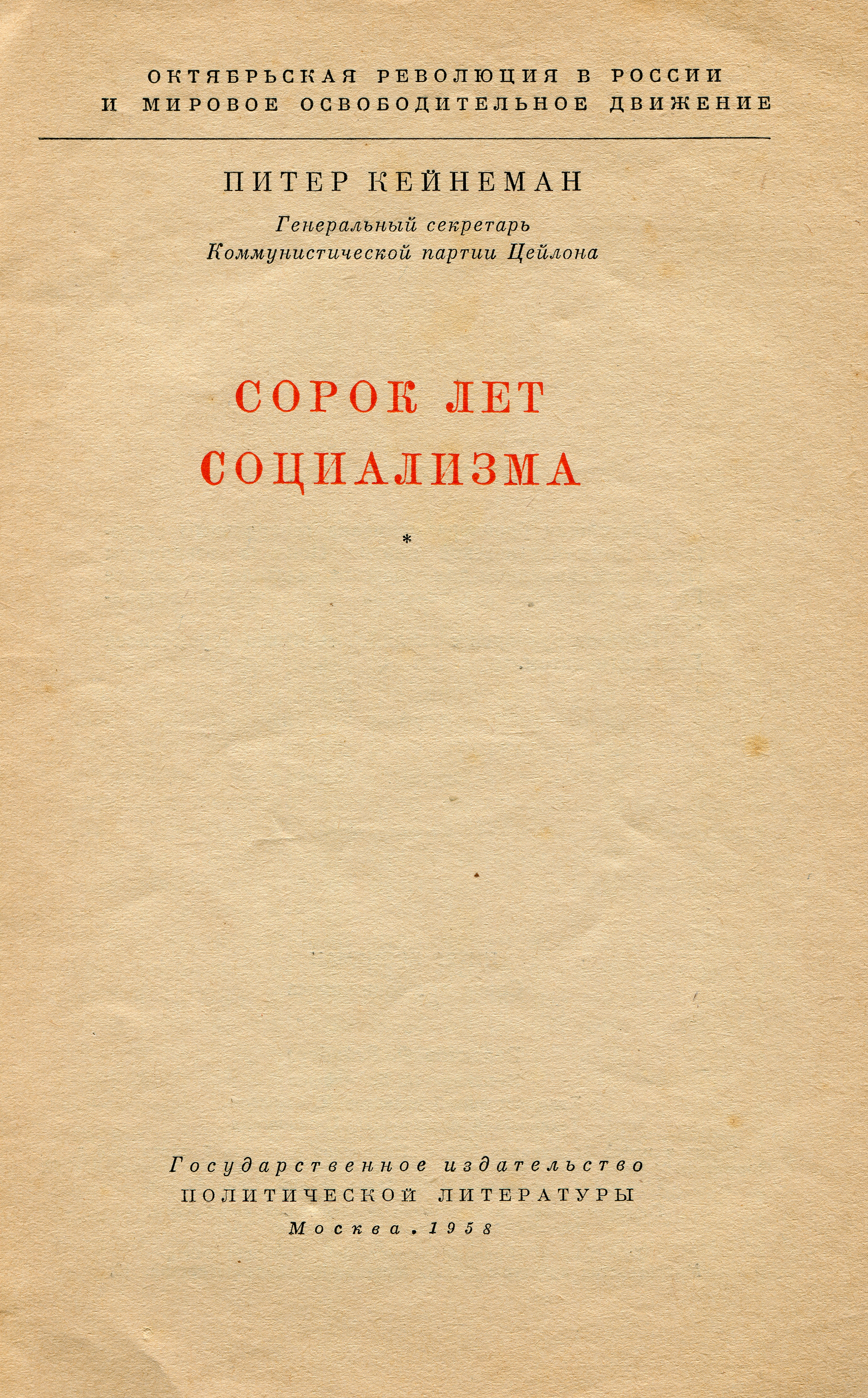
Питер Кейнеман - Генеральный Секретарь Коммунистической партии Шри-Ланки. Сорок лет социализма. Издание «ГОСПОЛИТИЗДАТ» 1958 года.

## История
Коммунистическая партия Шри-Ланки была создана 3 июля 1943 на базе Объединённой социалистической партии (сталинистского откола 1940 года от троцкистской Ланка Сама Самаджа Парти) и отдельных коммунистических групп. До 1972 называлась Коммунистической партией Цейлона, вела решительную борьбу за освобождение Цейлона от английского колониального господства. Первый съезд Компартии состоялся в апреле 1945 г. 
После завоевания Цейлоном независимости (1948) Компартия совместно с другими демократическими силами выступила за скорейшую ликвидацию остатков колониализма, против внутренней реакции. Компартия содействовала приходу к власти правительства демократической коалиции во главе с Соломоном Уэст Риджвей Диас Бандаранаике (1956—1959) и поддерживала его антиимпериалистическую и демократическую программу, а также действия кабинета его наследницы Сиримаво Ратватте Диас Бандаранаике (1960—1965).
После парламентских выборов 1965 г. партия получила четыре места в парламенте. Вместе с Цейлонской партией свободы и Социалистической партией Цейлона (Ланка Сама Самаджа Парти) компартия составила демократическую оппозицию правому правительству Д. Ш. Сенанаяке (1965—1970). В 1968 была разработана программа совместных действий и образован Объединённый фронт этих партий. Программа предусматривает плановое развитие экономики, национализацию коммерческих банков, осуществление индустриализации, введение государственного контроля над импортом товаров первой необходимости, намечает проведение реформ в сельском хозяйстве, с тем, чтобы увеличить производство сельскохозяйственной продукции и облегчить положение крестьянства.
На всеобщих выборах 1970 г. Объединённый фронт одержал победу, получив в парламенте 121 место из 157. Компартия получила 6 мест в парламенте и её председатель П. Кейнеман стал министром коалиционного правительства Сиримаво Бандаранаике. 8-й съезд КПШЛ (1972) поставил задачу укрепления единства левых Объединённого фронта, особенно единства действий с представителями Социалистической партии Шри-Ланка и левого крыла Партии свободы Шри-Ланки. Однако, одновременно КПШЛ находилась в натянутых отношениях с троцкистами, преобладавшими в Соцпартии.
Делегации компартии участвовали в проходивших в Москве международных Совещаниях коммунистических и рабочих партий 1957, 1960 и 1969 гг. Компартия одобрила документы, принятые на этих совещаниях.
На всеобщих выборах в 1977 году партия набрала 2 % голосов и впервые в истории не была представлена в парламенте страны. Позднее КПШЛ вступила в Народный альянс, возглавляемый Партией свободы Шри-Ланки. Когда Партия Свободы вышла из Народного Альянса и создала перед выборами 2004 года вместе с левонационалистической Джаната Вимукти Перамуна Объединённый национальный альянс свободы, КПШЛ участвовала в выборах на платформе нового альянса, хотя формально и не входила в него.

## Партия в XXI веке
На парламентских выборах 2 апреля 2004 года партия в составе Объединённого национального альянса свободы получила два места в парламенте страны. Председатель партии Д. Гунасекара рассчитывал стать спикером парламента Шри-Ланки, но проиграл с разницей в несколько голосов (затем занял пост министра по делам конституции и национальной интеграции).
На парламентских выборах 2020 года партия выдвигала двух кандидатов по одномандатным округам, один из них, Вирасумана Вирасингхе, выиграл. 30 августа 2020 года новым генеральным секретарём партии был избран Г. Вирасингхе.
Молодёжная организация КПШЛ — Федерация коммунистической молодёжи (входит во Всемирную федерацию демократической молодёжи).

## Руководство
Генеральные секретари:
- П. Кейнеман (1943—1950)
- С. А. Викремасингхе (1950—1955)
- П. Кейнеман (1955—1972)
- С. А. Викремасингхе (1972—1975)
- П. Кейнеман (1975—1978)
- К. П. Сильва (1980—1990-е)
- Д. Гунасекара (2002—2020)
- Г. Вирасингхе (2020—н.в.)

Председатели ЦК:
- С. А. Викремасингхе (1943—1950)
- С. А. Викремасингхе (1955—1972)
- П. Кейнеман (1972—1975)
- С. А. Викремасингхе (1975—1981)
- П. Кейнеман (1984 — 1990-е)
- Р. Коллуре (? — н. в.)